# Отруєння Олександра Литвиненка
51°30′38″ пн. ш. 0°09′03″ зх. д. / 51.510555555556° пн. ш. 0.15083333333333° зх. д.
Олександр Литвиненко був колишнім офіцером Російської Федеральної служби безпеки (ФСБ) та КДБ. Після критичних висловлювань щодо корупції у російському уряді, він утік до Великобританії побоюючись помсти. В еміграції залишався публічним критиком російської влади. Через шість років після втечі його смертельно отруїли двоє росіян.
1 листопада 2006 року Литвиненко раптово захворів і був госпіталізований. Через три тижні він помер, ставши першою підтвердженою жертвою смертельної променевої хвороби, спричиненої полонієм-210. Раніші заяви Литвиненка щодо злочинів ФСБ, а також його публічне звинувачення президента Росії Володимира Путіна в тому, що саме він стоїть за його незвичною хворобою, призвели до висвітлення цього отруєння у ЗМІ у всьому світі.
Подальші розслідування британською владою обставин смерті Литвиненка спричинили значну дипломатичну напругу в стосунках між урядами Великобританії та Росії. Ніяких офіційних звинувачень не було висунуто, але у 2014—2015 рр. було проведено позасудове публічне слухання, під час якого представник Скотленд-Ярду засвідчив, що «факти свідчать, що єдиним вірогідним поясненням є те, що російська держава так чи інакше причетна до вбивства Литвиненка». Один зі свідків заявив, що Дмитро Ковтун відкрито обговорював план вбивства Литвиненка, який мав на меті «подати приклад» покарання «зрадника». Головний підозрюваний у справі, колишній офіцер Російської федеральної служби охорони (ФСО), Андрій Луговий, залишається в Росії.

## Передумови
Олександр Литвиненко був колишнім офіцером Федеральної служби безпеки Росії, який уникнув переслідування в Росії та отримав політичний притулок у Великобританії. У своїх книгах «ФСБ підриває Росію» та «Лубянське злочинне угруповання» Литвиненко назвав прихід російського президента Володимира Путіна державним переворотом, організованим ФСБ. Він заявив, що ключовим елементом стратегії ФСБ було залякування росіян вибухами багатоквартирних будинків у Москві та інших містах Росії. Він звинуватив російські спецслужби в тому, що вони влаштували кризу із заручниками московського театру через свого чеченського агента-провокатора, а також в організації розстрілу парламенту Вірменії в 1999 році. Він також заявив, що терорист Айман аль-Завахірі перебував під контролем ФСБ, коли він відвідував Росію в 1997 році.
Після прибуття до Лондона він підтримував російського олігарха в еміграції Бориса Березовського в його медіакампанії проти російського уряду.

## Хвороба та отруєння
1 листопада 2006 року Литвиненко раптово захворів. Раніше цього дня він зустрічався з Андрієм Луговим та Дмитром Ковтуном. Луговой — колишній охоронець експрем'єр-міністра Росії Єгора Гайдара (також, як повідомляється, був отруєний у листопаді 2006 року) та колишній начальник служби безпеки російського телеканалу ОРТ. Ковтун наразі займається бізнесом. Литвиненко також обідав у суші-ресторані «Itsu» на лондонському Пікаділлі з італійським офіцером і «експертом з ядерних питань» Маріо Скарамеллою, якому він заявив про зв'язки Романо Проді з КДБ. Скарамелла, член Комісії Мітрохіна, яка розслідувала проникнення КДБ в сферу італійської політики, стверджував, що мав інформацію про смерть 48-річної Анни Політковської, журналістки, яка була вбита в жовтні 2006 року. Він передав Литвиненко документи, нібито про її долю. 20 листопада було повідомлено, що Скарамелла сховався через побоювання за своє життя.

### Отрута
3 листопада 2006 року Литвиненко (під ім'ям Едвін Картер) був прийнятий для обслідування в лікарні Барнет, Лондон. Після переміщення з місцевої лікарні на півночі Лондона до лікарні Університетського коледжу в центральній частині Лондона для інтенсивної терапії, його зразки крові та сечі були направлені до Британського управління з атомної зброї (AWE) для тестування. Вчені з AWE тестували їх на наявність радіоактивної отрути за допомогою гамма-спектроскопії. Спочатку не було виявлено помітних гамма-променів; однак невеликий спалах гамма-променів був помічений при енергії 803 кілоелектрон вольт (кеВ), ледь помітній над фоном. ВВС повідомляло, що за збігом обставин інший учений, який працював над британською програмою розробки атомної бомби десятиліттями раніше, випадково підслухав дискусію про невеликий спалах і назвав його ознакою гамма-променів від радіоактивного розпаду полонію-210, який був важливою складовою ранніх ядерних бомб. Увечері 22 листопада, незадовго до смерті, його лікарям повідомили, що отрутою, ймовірно, є полоній-210. Подальші тести на більшій пробі сечі за допомогою спектроскопії, призначеної для виявлення альфа-частинок, підтвердили результат наступного дня.
На відміну від найпоширеніших джерел випромінювання, полоній-210 випромінює дуже мало гамма-випромінювання, виділяючи при цьому велику кількість альфа-частинок, які навіть не проходять через аркуш паперу чи епідерміс людської шкіри, і тому відносно невидимі для звичайних детекторів випромінювання, таких як лічильники Гейгера. Це пояснює чому тести проведені лікарями та Скотланд-Ярдом у лікарні за допомогою лічильників Гейгера, були негативними. І гамма-промені, і альфа-частинки класифікуються як іонізуюче випромінювання, яке може спричинити радіаційне пошкодження. Речовина, що випромінює альфа-промені, може завдати значної шкоди лише при попаданні всередину або вдиханні, діючи на живі клітини подібно до зброї ближньої дії. За кілька годин до смерті, Литвиненка тестували на альфа-випромінювачі за допомогою спеціального обладнання.
Незабаром після його смерті Британське агентство з охорони здоров'я (HPA) повідомило, що тести встановили, що Литвиненко мав у своєму тілі значну кількість радіонукліду полоній-210 (210 Po). Британські та американські урядовці заявили, що використання 210 Po як отрути ніколи раніше не було задокументовано, і це, мабуть, перший раз, коли в організмі людини було знайдено 210 Po. Отрута була в чашці чаю Литвиненка. Ті, хто мав контакт з Литвиненком, також могли бути піддані випромінюванню радіації.

### Вміст210Po в організмі Литвиненка
Симптоми, що спостерігалися у Литвиненка, виявилися збіжними із введеною активністю приблизно у 2 GBq (50 mCi), що відповідає приблизно 10 мікрограмам 210 Po. Це у 200 разів більше середньої летальної дози яка складає близько 238 μCi або 50 нанограм у разі прийому всередину.
Дослідження біорозподілу 210 Po з використанням спектрометрії гамма-променів у посмертних зразках оцінили кількість вжитої речовини в 4,4 GBq.

### Талій— початкова гіпотеза
Скотленд-Ярд спочатку розслідував твердження, що Литвиненко був отруєний талієм. Повідомлялося, що ранні дослідження підтверджували наявність отрути. Серед симптомів отруєння талієм є випадіння волосся та пошкодження периферичних нервів і фотографія Литвиненка в лікарні, опублікована в ЗМІ від його імені справді показувала, що його волосся випало. Той факт що він не помер одразу, Литвиненко пояснював хорошим серцево-судинним здоров'ям та швидким початком лікуванням. Пізніше припускалося, що радіоактивний ізотоп талію міг бути використаний для отруєння Литвиненка. Аміт Натвані, один із лікарів Литвиненка, сказав: «Його симптоми трохи дивні для отруєння талієм, і хімічні рівні талію, які нам вдалося виявити, не є тими рівнями, які ви бачите в токсичності». Стан Литвиненка погіршився, і 20 листопада його перевели в реанімацію. За кілька годин до смерті в його шлунку за допомогою рентгенівського сканування було виявлено три невідомі предмети круглої форми. Вважається, що ці предмети майже напевно були тінями, спричиненими наявністю Берлінської лазурі яка була частиною його лікування від отруєння талієм.

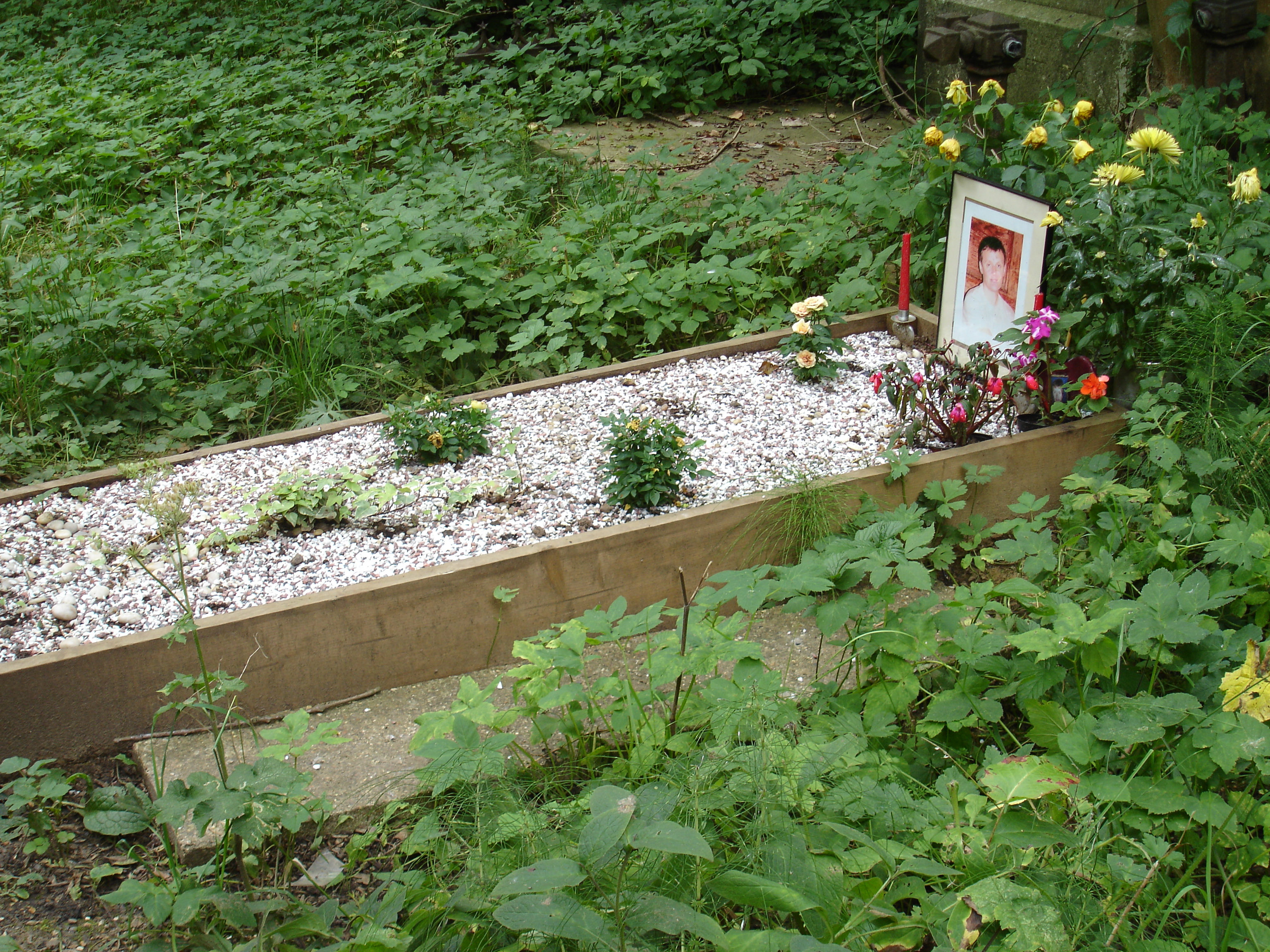
Могила Олександра Литвиненка на кладовищі Гайгейт

Пізно ввечері 22 листопада, серце Литвиненка зупинилося; офіційний час смерті — 21:21 у лікарні Університетського коледжу в Лондоні.
Аутопсія відбулася 1 грудня. Вона показала, що Литвиненко проковтнув полоній-210, отруйний радіоактивний ізотоп. Маріо Скарамелла, який їв разом з Литвиненком, повідомив, що лікарі сказали йому, що в організмі Литвиненка була доза полонію-210 в п'ять разів більша летальної. Церемонія прощання з Литвиненком відбувся 7 грудня в центральній мечеті Лондона, після чого його тіло було поховано на кладовищі Гайгейт у північному Лондоні.
У своїй останній заяві він звернувся до Путіна зі словами:
|  | ... Можливо, у вас і вийде змусити мене замовкнути, але це мовчання не пройде безслідно для вас. Ви показали, що є тим безжальним варваром, яким уявляють вас найжорстокіші критики. Ви показали, що у вас немає ніякої поваги до людського життя, свободи та інших цінностей цивілізації. Ви показали, що не гідні своєї посади, не гідні довіри цивілізованих людей. Можливо, у вас і вийде змусити замовкнути одну людину, але протести по всьому світу будуть звучати в ваших вухах, пане Путін, до кінця вашого життя. Нехай Бог простить вас за те, що ви зробили - не тільки зі мною, але і з моєї улюбленої Росією і її народом. |

## Розслідування

### Перші кроки
Технічний підрозділ поліції столичної поліції Великого Лондона розслідував отруєння та смерть. Керівник підрозділу з боротьби з тероризмом, заступник уповноваженого комісара Пітер Кларк, заявив, що поліція "відстежить можливих свідків, розгляне рух пана Литвиненка у відповідний час, зокрема, коли йому вперше стало погано, та встановить людей, з якими він міг зустрічатися. Також буде проведена детальна експертиза матеріалів відеоспостереження ". Комітет уряду Великобританії COBRA зібрався для обговорення розслідування. Річард Колко з ФБР Сполучених Штатів заявив, що «на запит інших держав ми надаємо допомогу», маючи на увазі ФБР, яке приєдналося до розслідування через їхні знання щодо радіоактивної зброї. 6 грудня 2006 року столична поліція оголосила, що сприймає смерть Литвиненка як вбивство. Інтерпол також долучився до розслідування, забезпечуючи «швидкий обмін інформацією» між британською, російською та німецькою поліцією.

### Сліди полонію
Детективи простежили три різні сліди полонію в Лондоні в три різні дати, що, за даними слідства, свідчить про те, що Андрій Луговий і Дмитро Ковтун зробили дві невдалі спроби ввести Литвиненку полоній. Перша спроба відбулася 16 жовтня 2006 року, коли в усіх місцях, які відвідували співробітники ФСБ до і після зустрічі з Литвиненком, було виявлено радіоактивні сліди. Вони ввели отруту до його чаю, але він її не пив.
Схоже, Луговий і Ковтун не до кінця усвідомлювали, що мають справу з радіоактивною отрутою. Журналіст Люк Гардінг описав їхню поведінку як «ідіотську, на межі суїцидальної»; під час роботи з негерметичним контейнером вони зберігали його у своїх готельних номерах, використовували звичайні рушники для прибирання розливів отрути і врешті-решт викидали отруту в туалет. 17 жовтня, можливо, зрозумівши, що вони забруднили свої номери, вони передчасно виписалися, переїхали в інший готель і наступного дня залишили Лондон.
Ще один невдалий замах відбувся 25 жовтня, коли Луговий і Ковтун знову вилетіли до Лондона. Вони знову залишили радіоактивні сліди у своєму готелі перед зустріччю з Литвиненком, але не ввели отруту, можливо, через камери відеоспостереження в залі для зустрічей. Вони знову позбавилися від отрути через туалет своєї кімнати і виїхали з Лондона.
Третя спроба отруїти Литвиненка відбулася близько п'ятої вечора 1 листопада в готелі Millennium на Гросвенор-сквер. Автобус, в якому він їхав до готелю, не мав ознак радіоактивності, але в готелі було виявлено значний рівень радіації. Згодом полоній був знайдений у кімнаті на четвертому поверсі та в чашці в барі Pine в готелі. Після бару Millennium Литвиненко зупинився в офісі Бориса Березовського. Він скористався факсом, на якому пізніше виявили радіоактивне забруднення. О 6 вечора Ахмед Закаєв зустрів Литвиненка і привіз його додому в Масвелл-Хілл. Рівень радіоактивності, яку Литвиненко залишив у машині, була настільки значною, що автомобіль прийшов у непридатність. Все, до чого він торкався вдома протягом наступних трьох днів, було заражене. Його родина не змогла повернутися до дому навіть через пів року. Його дружина дала позитивний результат на ковтання полонію, але не залишала за собою вторинного сліду. Це свідчило про те, що той, хто залишив слід, не міг отримати цей полоній від Литвиненка (можливо, у тому числі Лугового та Ковтуна). Характер і рівень радіоактивності, які залишили вбивці, свідчать про те, що Литвиненко вживав полоній, тоді як Луговий і Ковтун мали з ним безпосередній контакт. Людський організм розбавляє полоній перед тим, як вивести його з потом, що призводить до зниження рівня радіоактивності. Також були знайдені сліди Po-210 у барі Hey Jo/Abracadabra, ресторані Dar Marrakesh і таксі Lambeth-Mercedes.
Крім Литвиненка, полонієвий слід залишили лише двоє: Луговий і Ковтун, які були шкільними друзями і раніше працювали на російську розвідку в КДБ і ГРУ відповідно. Вони залишили значніші сліди полонію, ніж Литвиненко, що свідчить про те, що вони безпосередньо контактували з радіоактивним матеріалом, а не ковтали його.
Луговий і Ковтун зустрічалися з Литвиненком у барі готелю «Міленіум» двічі: 1 листопада (коли сталося отруєння) і раніше, 16 жовтня. Сліди, які залишили Луговий і Ковтун, почалися 16 жовтня в тому ж суші-барі, де пізніше був отруєний Литвиненко, але за іншим столиком. Передбачалося, що їхня перша зустріч з Литвиненком була або репетицією майбутнього отруєння, або невдалою спробою отруєння.
Сліди, залишені Луговим, також були знайдені в кабінеті Березовського, який він відвідав 31 жовтня, за день до другої зустрічі з Литвиненком. Сліди, залишені Ковтуном, були знайдені в Гамбурзі, Німеччина. Він залишив їх по дорозі до Лондона 28 жовтня. Сліди були знайдені на пасажирських рейсах BA875 і BA873 з Москви до Хітроу 25 і 31 жовтня, а також на рейсах BA872 і BA874 з Хітроу до Москви 28 жовтня і 3 листопада.
Андрій Луговий повідомив, що 3 листопада прилетів з Лондона до Москви. Він заявив, що прибув до Лондона 31 жовтня, щоб відвідати футбольний матч між Арсеналом і ЦСКА 1 листопада. Коли з'явилася новина, що для вбивства Литвиненка було використано радіоактивну речовину, команда вчених поспішила з'ясувати, як далеко поширилося забруднення. Це привело їх на слід, що включав сотні людей і десятки місць.
Пізніше British Airways опублікувала список з 221 рейсу забруднених літаків, якими скористались близько 33 000 пасажирів, і порадила потенційно постраждалим звернутися за допомогою до Міністерства охорони здоров'я Великобританії. 5 грудня вони надіслали електронного листа всім своїм клієнтам, в якому повідомили, що всі літаки були визнані безпечними Агентством охорони здоров'я Великобританії і знову будуть введені в експлуатацію.

### Британський запит на екстрадицію
Британська влада розслідувала смерть, і 1 грудня було повідомлено, що вчені з Atomic Weapons Establishment відстежили джерело полонію на атомній електростанції в Росії. 3 грудня повідомлялося, що Великобританія вимагала права поспілкуватись щонайменше з п'ятьма росіянами, причетними до смерті Литвиненка, а міністр закордонних справ Росії Сергій Лавров стверджував, що Москва готова відповісти на «конкретні запитання». Генеральний прокурор Росії Юрій Чайка заявив у вівторок, 5 грудня, що будь-який громадянин Росії, який може бути обвинувачений у отруєнні, судитиметься в Росії, а не у Великобританії. Крім того, Чайка заявив, що детективи Великобританії можуть задавати питання громадянам Росії лише в присутності російських прокурорів.
28 травня 2007 року міністерство закордонних справ Великобританії подало офіційний запит до уряду Росії про екстрадицію Андрія Лугового до Великобританії для пред'явлення кримінальних звинувачень у зв'язку з вбивством Литвиненка.

### Відмова в екстрадиції
Генеральна прокуратура Росії відмовилася видавати Лугового, посилаючись на те, що видача громадян не допускається Конституцією РФ (ст. 61 Конституції РФ). Пізніше російська влада заявила, що Британія не передала жодних доказів вини Лугового. Професор Даніель Таршіс, колишній генеральний секретар Ради Європи, прокоментував, що російська Конституція фактично «відкриває двері» для екстрадиції, а Росія ратифікувала три міжнародні договори про екстрадицію (10 грудня 1999 року); а саме Європейську конвенцію про екстрадицію та два додаткові протоколи до неї. Юрій Федотов, посол Російської Федерації, зазначив, що, коли Російська Федерація ратифікувала Європейську конвенцію про видачу, вона уклала декларацію щодо статті 6 у таких формулюваннях: «Російська Федерація заявляє, що відповідно до статті 61 (частина 1) Конституції Російської Федерації громадянин Російської Федерації не може бути виданий іншій державі».

### Програма ВВС
7 липня 2008 року джерело з британської служби безпеки повідомило програмі Newsnight на BBC: «Ми переконані, що справа Литвиненка пов'язана з російською державою. Є дуже сильні ознаки цього.» Британський уряд стверджував, що жоден представник розвідки чи безпеки не має права коментувати цю справу.

### Комісія Литвиненка
У січні 2016 року урядова комісія Великобританії, яку очолив сер Роберт Оуен, встановила, що Андрій Луговий і Дмитро Ковтун відповідальні за отруєння Литвиненка. Розслідування також встановило, що існує велика ймовірність того, що Луговий і Ковтун діяли під керівництвом ФСБ, і що їхні дії, ймовірно, схвалювали як директор ФСБ Микола Патрушев, так і президент Володимир Путін.

## Ймовірно пов'язані події

### Фото Литвиненка як мішень для стрільби (Росія, 2002, 2006)
У січні 2007 року польська газета Dziennik повідомила, що мішень із фотографією Литвиненка використовувалася для стрільби в навчальному центрі «Вітязь» у Балашисі у жовтні 2002 року. Центр не був пов'язаним з урядом і проводив підготовку охоронців, стягувачів боргів та приватних сил безпеки, хоча в листопаді 2006 року центр використовувався підрозділом спецназу «Вітязь» для кваліфікаційного іспиту, оскільки їхній власний центр проходив ремонт. Цілі були сфотографовані 7 листопада 2006 року, коли з візитом приїхав голова Ради Федерації Росії Сергій Миронов.

### Замах на вбивство Пола Джояла (США, 2007)
2 березня 2007 року було скоєно замах на Пола Джояла, колишнього директора з безпеки комітету з розвідки Сенату США, який за декілька днів до того заявив по національному телебаченню, що Кремль причетний до отруєння Литвиненка. Речник ФБР заявив, що агентство «допомагає» поліцейському розслідуванню стрілянини. Поліція не повідомляла подробиць стрілянини або стану Джояла. Повідомлялося, що хоча немає жодних ознак того, що стрілянина була пов'язана зі справою Литвиненка, для ФБР незвично втручатися в місцеву стрілянину. Джерела повідомляли, що NBC найняла охоронців для деяких журналістів, задіяних у програмі.

### Підозріла смерть вченого-радіолога (Великобританія, 2016)
Вчений-радіолог Метью Панчер, працюючи з колегами, підрахував кількість полонію в тілі Литвиненка після його смерті. У 2015 та 2016 роках він здійснював робочі візити до Росії. Він повернувся з Росії «повністю зміненим» — глибоко пригніченим. У травні 2016 року його знайшли мертвим у своєму будинку з численними ранами завданими двома кухонними ножами. На місці не було жодних ознак боротьби. Патологоанатом з міністерства внутрішніх справ д-р Ніколас Хант не міг повністю виключити причетність до смерті сторонніх осіб, але заявив, що рани були нанесені самому собі, а причиною смерті є втрата крові. Такі самогубства трапляються вкрай рідко — одне дослідження нараховує 8 випадків багаторазових поранень на 513 182 самогубства.

### Замах на Скрипаля (Великобританія, 2018)
Сергій Скрипаль — колишній офіцер російської військової розвідки, який виконував роль подвійного агента розвідувальних служб Великобританії протягом 1990-х і початку 2000-х років. У грудні 2004 року він був заарештований Федеральною службою безпеки (ФСБ) Росії, а згодом був засуджений за державну зраду та засуджений до 13 років позбавлення волі. Він оселився у Великобританії в 2010 році після обміну шпигунами в рамках програми Illegals. 4 березня 2018 року його та його доньку Юлію, яка приїжджала до нього з Москви, отруїли нервово-паралітичною речовиною «Новічок». Станом на 15 березня 2018 року вони перебували у критичному стані в окружній лікарні Солсбері. Отруєння розслідують як замах на вбивство. Скрипаль має британське громадянство. 21 березня 2018 року посол Росії у Великобританії Олександр Яковенко заявив, що Сергій Скрипаль також є громадянином Росії. 29 березня стало відомо, що Юлія більше не в критичному стані, у свідомості й розмовляє. Через тиждень, 6 квітня, Скрипаль вийшов із критичного стану. Його виписали 18 травня.
Сержант Нік Бейлі, який був заражений речовиною, використаною під час замаху на Скрипаля, зазнав серйозних наслідків для здоров'я та подальших фінансових витрат на лікування. Дон Стерджесс та її партнер Чарлі Роулі також випадково потрапили під дію отрути «Новичок», що призвело до смерті Дон Стерджесс.

## Полоній-210